# Americas Rugby Challenge M20
El Americas Rugby Challenge M20 fue un torneo de rugby juvenil para selecciones en desarrollo de América. la disputaron tanto selecciones de Sudamérica Rugby como de Rugby Americas North.

## Historia
Su primera edición fue en agosto de 2019, y contó con la presencia de las selecciones de Chile, Colombia y Paraguay por parte de Sudamérica Rugby, además de México en representación de Rugby Americas North, resultado campeón el seleccionado de Chile.

## Participantes
En la edición 2019, participaron 4 selecciones
- Selección juvenil de rugby de Chile (Cóndores Junior)
- Selección juvenil de rugby de Colombia (Tucancitos M20)
- Selección juvenil de rugby de México (Serpientes M20)
- Selección juvenil de rugby de Paraguay (Yacarés M20)

## Campeonatos
| Edición | Año  | Sede               | Campeón | 2º puesto | 3º puesto | 4º puesto |
| ------- | ---- | ------------------ | ------- | --------- | --------- | --------- |
| I       | 2019 | Asunción, Paraguay | Chile   | Paraguay  | Colombia  | México    |

## Posiciones
Número de veces que los equipos ocuparon las primeras cuatro posiciones en todas las ediciones.
| Equipo   | Campeón | 2º puesto | 3º puesto | 4º puesto |
| -------- | ------- | --------- | --------- | --------- |
| Chile    | 1       |           |           |           |
| Paraguay |         | 1         |           |           |
| Colombia |         |           | 1         |           |
| México   |         |           |           | 1         |